# 1861년 에이브러햄 링컨 대통령 취임식
에이브러햄 링컨의 제16대 미국 대통령 취임식은 1861년 3월 4일 월요일 워싱턴 D.C.의 미국 국회의사당 동쪽 포르티코에서 열렸다. 이것은 제19회 미국 대통령 취임식이었으며, 에이브러햄 링컨의 첫 번째이자 결국 유일한 임기 전체와 해니벌 햄린의 유일한 부통령 임기의 시작을 알렸다. 대통령 취임 선서는 대법원장 로저 토니가 링컨에게 집행했다. 존 C. 브레킨리지는 후임자에게 부통령 취임 선서를 집행한 첫 번째 퇴임 부통령이 되었다.
이것은 링컨이 11세 그레이스 베델의 서면 요청에 따라 대통령으로 당선된 후 기르기 시작한 턱수염을 공개적으로 처음 선보인 때였다. 이로써 그는 구레나룻 외에 얼굴 털을 가진 최초의 대통령이 되었다.
취임식 당일, 링컨의 국회의사당 행렬은 중무장한 기병과 보병에 둘러싸여 있었는데, 이는 국가가 남북 전쟁의 위기에 처해 있었기 때문에 당선된 대통령에게 전례 없는 보호를 제공했다. 1860년 미국 대통령 선거에서 링컨이 승리한 후 취임식 날까지의 16 주 동안 7개 노예 주가 연방에서 탈퇴를 선언하고 아메리카 연합국을 결성했다.

## 워싱턴으로 가는 기차 여행
가족과 친구들로 구성된 일행은 2월 11일 대통령 당선자 에이브러햄 링컨과 함께 스프링필드 (일리노이주)를 떠나 워싱턴 D.C.로 기차를 타고 취임식에 참석했다. 이 그룹에는 그의 아내, 세 아들, 처남뿐만 아니라 존 G. 니콜레이, 존 M. 헤이, 워드 힐 라몬, 데이비드 데이비스 (대법관), 노먼 B. 저드, 에드윈 보즈 섬너, 그리고 그의 아프리카계 미국인 하인 겸 보디가드인 윌리엄 헨리 존슨 (하인)이 포함되었다. 떠나기 직전 그는 고별 연설을 했는데, 이는 링컨이 스프링필드로 돌아오기 전에 죽임을 당할 수도 있다는 것을 그와 대중이 알았기 때문에 링컨의 가장 감동적인 연설 중 하나였다. 이러한 두려움은 1865년 암살되었을 때 현실이 되었으며, 그는 연설 후 다시는 살아있는 채로 스프링필드로 돌아오지 못했다.
다음 10일 동안 그는 인디애나폴리스, 콜럼버스 (오하이오주), 피츠버그, 클리블랜드, 버펄로 (뉴욕주), 올버니 (뉴욕주), 뉴욕을 거쳐 남쪽으로 필라델피아까지 광범위하게 여행했으며, 2월 21일 오후에는 켄싱턴 역에 도착했다. 링컨은 개방형 마차를 타고 콘티넨탈 호텔로 향했으며, 거의 10만 명의 관중이 대통령 당선자의 모습을 보기 위해 기다리고 있었다. 그곳에서 그는 시장 알렉산더 헨리 (필라델피아)를 만났고, 호텔 발코니에서 외부 군중에게 몇 마디 연설을 했다. 링컨은 계속해서 해리스버그로 향했다. 그런 다음, 암살 음모가 있었다는 주장 때문에 링컨은 필라델피아에서 자정 기차를 타고 메릴랜드주, 볼티모어를 거쳐 오전 3시 30분에 볼티모어의 프레지던트 스트리트 역에서 캠든 역으로 갈아탄 후 마침내 워싱턴에서 여행을 마쳤다. 존슨은 일리노이 수행원 중 볼티모어에서 워싱턴까지 링컨과 함께 여행한 유일한 사람이었다.

## 워싱턴 D.C.를 점령하고 브레킨리지를 대통령으로 세우려는 음모
일리노이 출신의 링컨의 라이벌이자 상원의원 선거에서 링컨을 이기고 1860년 미국 대통령 선거에서는 링컨에게 패배한 스티븐 더글러스는 1861년 1월에 "광범위하고 복잡한 음모"가 워싱턴 D.C.를 점령하고 브레킨리지를 대통령으로 세울 계획을 하고 있다고 경고했다(링컨은 워싱턴에 도착하지 않았음).
특정 의회 서클에서 가장 격렬한 흥분이 존재합니다. 하원의 하워드 특별위원회가 이 도시와 주변 지역에 정부를 전복하려는 음모가 존재한다는 확실한 증거를 가지고 있다는 사실이 새어나왔기 때문입니다. 이 음모에는 워싱턴 및 기타 지역의 특정 저명한 공무원과 시민들이 연루되어 있습니다. 이 문제에 대한 단호한 조치가 취해질 것이며, 전 내각 장관부터 가장 낮은 부서 서기 또는 상원 직원까지 모든 사람이 가장 엄격한 책임을 지게 될 것입니다. 이러한 비상 상황에서, 메릴랜드에는 명예롭게 할 수 있다면 연방에 일관되게 머무를 수 없더라도 나갈 [떠날] 많은 시민들이 있지만, 그들은 연방에 머무르는 동안 충성스러운 시민이 될 것이며, 나갈 때는 불명예스럽게 하지 않을 것이라고 결정했다는 것을 아는 것은 위안이 됩니다.
음모의 존재는 워싱턴의 특정 공무원들에게 한동안 알려져 있었습니다.

## 같이 보기
- 에이브러햄 링컨 행정부
- 1865년 에이브러햄 링컨 대통령 취임식
- 1860년 미국 대통령 선거
- 링컨 성경
- 에이브러햄 링컨의 첫 번째 취임 연설